# Kasumin
Kasumin (カスミン) es un anime dirigido por Mitsuru Hongo con un total de 78 episodios (tres temporadas entre 2001 y 2003). Fue emitido en la cadena japonesa NHK. En España sólo llegaron a transmitirse 26.

## Resumen
Kasumi Haruno es una chica estudiante de cuarto grado. Llega al Pueblo Kasumi para decir adiós a sus padres que parten a un viaje a África y ella se muda temporalmente a la Mansión Kasumi, donde es acogida por la familia que vive allí. La mansión no es como se esperaba: es muy grande, colorida y con un molino de viento en la torre y los electrodomésticos, los paños de limpiar y otros objetos supuestamente inanimados hablan y tienen vida propia. Y también le espera una sorpresa más al descubrir que la familia que habita la casa no es humana, son todos Henamon, una clase de Yokai capaces de transformarse a voluntad y manipular un elemento determinado al hacer una pose en la que se tocan las orejas con los brazos en cruz mientras sacan la lengua. A partir de ahora Kasumi convivirá con la familia de Henamon ayudando en las tareas de la casa a cambio de vivir en ella.

## Personajes
Kasumi "Kasumin" Haruno: una niña muy autosuficiente, amable, educada y madura. Debido al trabajo de sus padres como biólogos, Kasumi se ha visto obligada a crecer más rápido y ello le ha provocado que aprenda a valerse por sí misma. Irónicamente, mientras que Kasumi se muestra totalmente tranquila a cada viaje de sus padres, estos son casi incapaces de aguartar las lágrimas o imaginar (falsamente) lo mal que lo pasa su hija mientras ella los consuela. Nada más llegar a la Mansión Kasumi, Ryunosuke le puso el mote de Kasumin y desde entonces Sakurame y otros habitantes de la casa le dicen así. Sabe cocinar bastante bien.
Ryunosuke: alias Ryu-chan, que es como le gusta que le digan. Es un niño pequeño hijo del Rey de los Dragones, muy juguetón, alegre y divertido. Traba amistad rápidamente con Kasumi y es el primero es oponerse a que se vaya de la mansión. Su poder de Henamon es convertirse en un 
caballito de mar y controlar el agua.
Sakurame Kasumi: esposa de Senzaemon. Se trata de una mujer muy tranquila tanto en su forma de caminar como de hablar, es muy amable y agradable. Al igual que Ryunosuke, Sakurame simpatiza rápidamente con Kasumi al conocerla al recordarle esta a su hija. Su poder de Henamon le permite controlar el viento con pétalos de cerezo.
Sentaro Kasumi: hijo de Sakurame y Senzaemon. Aunque es muy alto y grande, a la par también es muy tímido y callado, sonrojándose con la llegada de Kasumi o poniéndose nervioso con facilidad delante de gente que no conoce. En casa no suele hablar demasiado tampoco y suele actuar con mucha paz. Su poder de Henamon le permite convertir su cabeza en algodón de azúcar.
Senzaemon Kasumi: cabeza de familia de los Kasumi. Es un hombre mayor gruñón, malhumorado y que siempre termina discutiendo con Kasumi. Aunque la mayor parte del tiempo parece desagradable, en realidad es buena persona, como demostró en el primer episodio al ir a buscar a Kasumi tras expulsarla admitiendo que los humanos debían vivir separados de los Henamon. Dedujo que Kasumi era de su clan y por ello permitió que viniera a vivir a la Mansión Kasumi. Su poder le permite convertirse en nube o controlarlas. Suele recurrir a su poder de transformación para escabullirse de una discusión con su esposa cuando lleva las de perder.

## Lista de capítulos
1. Kasumin con la familia Kasumi.
2. Lili vuelve a casa.
3. Kasumin va a la escuela.
4. Kasumin, profesora de guardería.
5. La visita de la Srta. Michelle.
6. Sentaro está deprimido.
7. Kasumin envía un mensaje de correo electrónico.
8. Ryu-chan se siente solo.
9. Los admiradores de Kasumin.
10. Kasumin en el festival de metamorf.
11. Osi se va a Hawai.
12. Kasumin está muy nerviosa.
13. Kasumin está muy enfadada.
14. Ryunosuke el grande.
15. Senzaemon profesor de arte.
16. El artículo de Kasumin.
17. Los metamorfs se pelean.
18. Maldición en casa de los Kasumi.
19. Los metamorfs en el mercadillo.
20. Objetivo Kasumin.
21. Llegan los mohais.
22. Las travesuras de Ryu-chan.
23. Una prueba para Kasumin.
24. Kasumin abre la puerta.
25. Kasumin cierra la puerta.
26. La primavera llega a la casa de los Kasumi.